# Hypoptophis wilsonii
Genre
Espèce
Synonymes
- Hypoptophis wilsoni Boulenger, 1908
- Michellia katangae Müller, 1911

Hypoptophis wilsonii, unique représentant du genre Hypoptophis, est une espèce de serpents de la famille des Lamprophiidae.

## Répartition
Cette espèce se rencontre dans le sud de la République démocratique du Congo et en Zambie.

## Description
L'holotype de Hypoptophis wilsonii, une femelle, mesure 560 mm dont 100 mm pour la queue. Cette espèce a le corps uniformément brun noirâtre. C'est un serpent venimeux.

## Étymologie
Son nom d'espèce lui a été en l'honneur de H. Wilson qui a collecté l'holotype.

## Publication originale
- Boulenger 1908 : Description of three new snakes from Africa. Annals and magazine of natural history, ser. 8, vol. 2, p. 93-94 (texte intégral).